# Wallace Collection
Wallace Collection er et museum i London i Storbritannien, der har en fin samling kunst og våben fra 15- til 1800-tallet.
Museet er især kendt for samlinger af franske malerier fra 1800-tallet, porcelæn og franske møbler. De næsten 5500 genstande er fordelt på 25 rum.
Museet blev til i 1897, og genstandende stammer primært fra Richard Seymour-Conways (1800-1870) egen samling, som efterlod huset til sin uægte søn Sir Richard Wallace (1818-1890). Sir Richards enke testamenterede huset med indhold til nationen på betingelse af, at ingen genstande måtte fjernes, end ikke som udlån til andre udstillinger. Museet åbnede i år 1900 Hertford House på Manchester Square.
Museet ejer to malerier af Tizian, fire af Rembrandt, fire af Antoon van Dyck, tre af Rubens og 22 af Canaletto.
Den nærmeste undergrundsstation er Bond Street Station. Der er gratis adgang lige som i British Museum og Museum of London.
Blandt de ansatte er den amerikanske historiker Tobias Capwell, der er kurator for våben og rustning.